# Jeg og du
Jeg og du er det tolvte studiealbum af den danske sangerinde og sangskriver Anne Linnet, der blev udgivet i 2001 via Circle Records. Det modtog tre ud af seks stjerner i musikmagasinet GAFFA.

## Spor
1. "Nattehimmel" - 3:55
2. "En Som" - 5:27
3. "Rosens Navn" - 3:32
4. "Som En Stjerne" - 4:01
5. "Skyerne" - 4:20
6. "Mørk Dag" - 3:50
7. "Lykkelig" - 4:23
8. "Symbiose" - 4:17
9. "Fuldender" - 4:08
10. "Identitet" - 4:31
11. "Være Her Hos Dig" - 4:27